# Song Yu
En aquest nom xinès, el cognom és Song.
Song Yu (xinès tradicional: 宋玉, xinès simplificat: 宋玉Wade-Giles: Sung Yü, segle iii aEc) va ser un famós poeta xinès de l'Estat de Chu. Comunament s'ha dit que hi era un nebot de Qu Yuan, però cap informació biogràfica fiable està disponible (També es diu que va ser un estudiant de Qu Yuan). Diversos poemes en el Chu Ci són atribuïts a ell.
Va néixer en una família pobra, va ocupar diversos càrrecs com Assistent de Lletres en la cort, però mai va aconseguir la seva ambició. Després de la mort de Qu Yuan, ell va esdevenir el més important escriptor de Cifu (una forma literària, sentimental o composició descriptiva, sovint rimada, especialment durant la Dinastia Han i Cao Wei).
Segons la secció de Literatura i Art en el Llibre de Han, Song escrigué en conjunt de 16 peces de treballs, però només 14 d'ells han estat transmesos, tals com Jiu Bian (九辩, "Nou Arguments") i Dengtuzi Haocefu (登徒子好色赋). És més, es dubta si, amb l'excepció del Jiu Bian, aquests treballs foren escrits per Song. No obstant això, com a escriptor de cifu, Song fou un gran successor de Qu Yuan i ell també va desenvolupar el seu propi estil. El seu nom ha estat posat juntament amb el de Qu Yuan com "Qu-Song".